# Бразоль Євген Григорович
Бразоль Євген Григорович ( нар. 3  березня 1799, Катеринослав — пом. 5 травня 1879, Мала Павлівка Зіньківського повіту Полтавської губернії) — Полтавський губернський маршалок шляхти (1844—1847), представник відомої на Лівобережжі дворянської родини Бразолів.
Закінчив Катеринославську гімназію та Харківський Імператорський університет У 1819—1829 роках — на службі в Сіверському кінноєгерському полку в чині юнкера, потім — поручика.
В 1822 році переїжджає до дідівського маєтку в Павлівочку (Малу Павлівку) Зіньківського повіту (зараз — Охтирського району Сумської області). З 1834 року — помічник директора удільного землеробського училища, за рік — почесний наглядач Зіньківського повіту. Колезький реєстратор(1834), колезький секретар (1836), титулярний радник (1838), потім — надвірний радник. У 1841—1844 роках — Зіньківський повітовий маршалок шляхти. 
У 1844—1847 роках був обраний Полтавським губернським маршалком шляхти. Мав землі у Зіньківському повіті Полтавської губернії та Охтирському повіті Харківської губернії.
Віце-президент губернського попечительного комітету в'язниць, почесний попечитель полтавської гімназії.